# Marbrianus de Orto
Marbrianus de Orto ou Marbrian Dujardin, Marbriano, Marbrianus, compositeur franco-flamand, né vers 1460, décédé en janvier ou en février 1529. Étroit collaborateur et peut-être ami de Josquin des Prez. Il fut l'un des premiers compositeurs à écrire une Messe (musique) complète pour le temps ordinaire.

## Éléments Biographiques
Fils illégitime d'un prêtre, Orto Marbrianus est probablement né à Tournai où il passa la majeure partie de sa vie. Alors que son nom originel était Dujardin, il lui préféra sa traduction italienne : «de Orto» qu'il utilisa tout au long de sa vie. En juin 1482, en compagnie du cardinal Ferry de Clugny, évêque de Tournai, il se rend à Rome. Il y devint chantre à la chapelle papale. C'est probablement à cette époque qu'il devint un compositeur accompli. Il compose en effet à cette époque - en réponse à une œuvre similaire de Josquin des Prez - sa Missa ad fugam qui sera ensuite adaptée pour la Chapelle Sixtine entre 1487 et 1490.
Tandis qu'il servait à la Chapelle Sixtine, sous les pontificats de Sixte IV, Innocent VIII et d'Alexandre VI, il commença à engranger les premières reconnaissances. Avec Innocent, il progressa dans la hiérarchie malgré sa naissance illégitime (dont il fut absous par le Pape Innocent III). À cette époque, il travaillait en étroite collaboration avec Josquin ayant occupé des postes similaires à Cambrai, leur patrie commune. L'une de leurs collaborations fut une adaptation d'une œuvre de Guillaume Dufay, composée vers 1430 qui était devenue désuète.
Vers 1490, Orto obtint le poste de Doyen de la Collégiale Sainte Gertrude de Nivelles. Il restera étroitement lié à cette institution jusqu'à la fin de ses jours. On ne connait pas exactement le moment où il rejoignit Nivelles mais on sait qu'en 1504, il rejoint le chœur de Philippe Ier de Castille, la Grande Chapelle, un corps musical distingué qui inclura Pierre de La Rue, en 1506.
D'emblée, Orto rejoignit ce chœur et en gravit rapidement les échelons puisqu'on le retrouve premier chapelain, le 30 novembre 1505, ce qui témoigne du respect qui était accordé au chantre et au compositeur. Au décès de Philippe de Castille, en septembre 1506, le chœur fut placé sous l'égide de Jeanne Ire de Castille, Jeanne la folle et Orto fut de ceux qui la quittèrent peu après, abandonnant sa fonction de premier chapelain à Pierre de la Rue. Pendant les trois années qui suivirent, Jeanne la Folle voyageait en compagnie de ses choristes qui chantaient chaque nuit un cantique à la mémoire de son époux défunt qui les accompagnait dans son cercueil pour ce voyage improbable jusqu'à ce que Ferdinand II d'Aragon, son père, la fit enfermer dans la forteresse de Tordesillas.
De retour aux Pays-Bas, Orto resta au service des Habsbourg de au moins 1509 à 1517, à cette époque, il partagea la charge de premier chapelain avec Antoine de Berghes. On le dit également avoir été le professeur d'Arnold von Bruck, alors enfant de chœur.
Dans les dernières années de sa vie, il obtint différents postes honoraires supplémentaires, chanoine à la Cathédrale Notre-Dame d'Anvers, à la Cathédrale Saints-Michel-et-Gudule de Bruxelles. Un document de 1518 le mentionne comme premier chapelain de la Capilla Flamenca de Charles Quint à Madrid. Il le resta de 1512 à 1522.
Peut-être Orto est-il mort de la peste qui ravagea Nivelles en 1529. Il fut enterré dans l'église Sainte-Gertrude de Nivelles où il travailla le plus longtemps. Sa tombe se trouve dans le chœur et son épitaphe était encore lisible jusqu'à la destruction de l'église lors d'un bombardement allemand durant la Seconde Guerre mondiale.

## Musique et influences
Marbrianus de Orto était un compositeur de messes, motets, lamentations et chansons qui, bien que modérément prolifique, nous a laissé une partie importante de son œuvre. Ottaviano Petrucci publia un recueil de ses messes en 1505, il fut suivi ensuite de Josquin des Prez, Jacob Obrecht, Antoine Brumel, Johannes Ghiselin, Pierre de La Rue, et Alexandre Agricola. Dans cette collection, Petrucci publia cinq des messes de Orto dont la messe «L'Homme armé», basé sur l'air célèbre, composé probablement vers 1485.
Parmi ses messes, figure la déroutante missa ad fugam l'une des deux seules messes ordinaires complètes composées à cette époque (l'autre étant de Johannes Ockeghem - Missa prolationum).
Ses motets recourent également à la technique du développement sur cantus firmus. Le Salve regis mater sanctissima réputé anonyme a probablement été composé par Orto pour l'accession au pouvoir du Pape Alexandre VI en 1492.
Certaines de ses chansons sont typiques du style français du début du XVIe siècle: rapide, léger, et imitatif. D'autres sont plus dans la lignée de l'école bourguignonne et de ses formes fixes. De Orto écrivit également une des premières versions de Didon, reine de Carthage.

## Son œuvre

### Messes
1. Missa dominicalis
2. Missa J’ay pris amours
3. Missa La belle se sied
4. Missa L’homme armé
5. Missa Petita camusetta (Mi-mi)
6. Missa sine nomine

### Fragments de messes (Fragmenta missarum)
1. Kyrie in honorem beatissime virginis
2. Credo Le serviteur
3. Credo (cinq voix)

### Motets
1. Ave Maria gratia plena
2. Ave Maria mater gracie (ou graciæ)
3. Da pacem Domine
4. Descendi in hortum meum
5. Domine non secundum
6. Salve regis mater/Hic est sacerdos (probablement composé par Orto)

### Œuvres liturgiques
1. Lamentatio Jeremiæ
2. Lucis creator optime
3. Ut queant laxis (Vers 2, Nuncius celso, composé par Guillaume Dufay)

### Chansons
1. D’ung aultre amer
2. Et il y a trois dame a Paris (Les troys filles de Paris)
3. Fors seulement
4. Je ne suis poinct
5. Mon mary m’a diffamée
6. Se je perdu mon amy
7. Vénus tu m’a pris

### Autres
1. Dulces exuviæ (Sur un texte de Virgile, Énéide IV 651-654)